# 大生部多
大生部 多（おおうべ の おお、生年不明〜644年？）は、飛鳥時代の宗教家である。姓はなし。

## 経歴
大生部は職業部の内の壬生部（皇子・皇女の養育に携わる人々とその封民）の一つであり、平城京木簡によるとその殆どが伊豆国田方郡吉妾郷を拠点としている。
多は東国の不尽河（富士川）辺の人。皇極天皇3年（644年）にタチバナやイヌザンショウにつくカイコに似た虫（アゲハチョウ、一説にはシンジュサンの幼虫）を「常世神である」と称し、「それを祀れば貧しい者は富み、老いた人は若返る」と吹聴した。そのため、人々は虫を台座に安置し、舞い踊り家財を喜捨して崇め、往来で馳走を振る舞い、歌い踊り恍惚となり富が訪れるのを待った。
やがてこの騒動は都のみならず周辺の地方にも波及し、私財を投じて財産を失う者が続出したという。渡来系の重臣であった秦河勝はこの騒動を懸念して鎮圧にあたり、騒乱を起こし民衆を惑わす者として大生部多を討伐した。
大生部多の討伐に河勝が選ばれたのは、秦氏が上宮王家の所有した乳部の管理者だったからであると考えられる。

## 余説
常世の虫に関しては、道教の「庚申待」と「三尸」説の影響とする指摘がある。